# San Vicente, Chapala
San Vicente är en ort i Mexiko.   Den ligger i kommunen Chapala och delstaten Jalisco, i den centrala delen av landet, 400 km väster om huvudstaden Mexico City. San Vicente ligger 1 585 meter över havet och antalet invånare är 111.
Terrängen runt San Vicente är kuperad norrut, men söderut är den platt.  Trakten runt San Vicente är nära nog obefolkad, med mindre än två invånare per kvadratkilometer. Närmaste större samhälle är Chapala, 11,5 km öster om San Vicente.